# Šumavské elektrické dráhy
Šumavské elektrické dráhy (ŠED) je název části projektu modernizace a rozšíření železničních tratí v Jihočeském kraji, který se týkal tzv. vlakotramvají v Pošumaví. Cena realizace byla odhadována na osm miliard korun. Jihočeský kraj projekt podporoval a hejtman Jan Zahradník jej jako výhledový záměr představoval v Bruselu s cílem získat peníze z fondů Evropské unie na období 2007–2013. Projekt v prosinci 2003 na objednávku Jihočeského kraje zpracovala firma ILF Consulting Engineers s. r. o. Počátek výstavby nových tratí byl zamýšlen na období po roce 2010, do roku 2023 však výstavba nezačala. V roce 2007 zamítli zastupitelé obce Černá v Pošumaví vedení tratě z důvodu demolice některého z objektů. Projekt se stáhl z veřejného prostoru a není veřejně diskutován. 

## Nové a modernizované tratě
Součástí měly být například tratě: 
- České Budějovice–Český Krumlov–Černá v Pošumaví–Černý Kříž–Volary (modernizace stávající trati č. 194, např. zdvojkolejnění úseku společného s tratí č. 196, vybudování výhybny Koroseky, elektrizace trati)
- Černý Kříž–Nové Údolí-Haidmühle (obnovení trati 194 v přeshraničním úseku do Haidmühle o délce cca 2 km, kde byl provoz přerušen po roce 1945)
- České Budějovice–Čičenice–Prachatice–Volary (modernizace stávajících tratí 190 a 197, elektrizace úseku Prachatice–Volary)
- nová trať Křemže–Ovesné u Prachatic, propojení tratí č. 194 a 197 v podobné trase jako silnice č. 143 a 165 přes Brloh. Délka propojení je 25,5 km, zkrátilo by traťovou vzdálenost z Českých Budějovic do Volar o 23 až 33 km. Varianta vedení přes Novou Ves by byla asi o 5 km delší než přes Brloh.
- nová trať Polečnice–Tisovka, propojení trati Český Krumlov–Černá v Pošumaví s novou tratí Křemže–Ovesné v souvislosti se zamýšleným střediskem zimní rekreace Chlum (1191 m n. m.) v případě zániku vojenského výcvikového prostoru Boletice, důvodem je i umožnit využití lipenských ubytovacích kapacit i v zimním období.
- rekonstrukce trakčního vedení na trati Rybník–Lipno nad Vltavou (č. 195) do roku 2010
- nová trať Lipno nad Vltavou–Černá v Pošumaví (stanice Žlábek). Prodloužení nynější elektrické železnice Rybník–Lipno nad Vltavou přes Frymburk (trať 195) podél silnice č. 163 do Černé v Pošumaví, kde by se napojila na trať 194. Délka tratě 24 km. O 6,4 km delší varianta návrhu by obsloužila i další osady u vodní nádrže Lipno.
- v dlouhodobém horizontu námět na novou trať Lenora–Kvilda (v Lenoře napojení na nynější trať 198 Strakonice–Vimperk–Volary).
- námět na most Horní Planá–Bližší Lhota a napojení na rakouskou železniční síť (Aigen im Mühlkreis)

Navrženo bylo[kým?] rovněž zřízení muzejní úzkorozchodné železnice do Arnoštova u Volar s využitím tělesa bývalé lesní železnice.[zdroj?]

## Technické standardy
Studie zvažovala, zda ŠED mají být budovány jako tramvajové dráhy podle ČSN 73 6412, nebo jako železniční dráhy podle ČSN 73 6360 pro vozidla podle standardů UIC. Posledním právním předpisem, který systematicky řešil parametry novostaveb regionálních drah, byl podle autorů studie rakousko-uherský Zákon o úlevách pro místní dráhy z roku 1880.
Vzhledem k tomu, že v blízkých městech neexistuje tramvajová síť, s níž by bylo vhodné ŠED propojit, autoři tramvajovou variantu nedoporučili. Rovněž nedoporučili klasické železniční standardy a přiklonili se ke kombinovanému systému lehké kolejové dopravy, při němž některými obcemi prochází trať uliční sítí v tramvajovém uspořádání. Podobné systémy existují v několika oblastech Německa. Minimální poloměr směrového oblouku by tak byl 100 m, podélný sklon se připouští výjimečně až 65 promile. V obcích by byl kolejový svršek tvořen žlábkovými kolejnicemi a krytý dlažbou, asfaltem nebo zatravněním. Nákladní doprava by byla možná jen po stávajících tratích, nikoliv po nových úsecích, a byla by vytlačena mimo přepravní špičky. Délka nástupní hrany byla navržena na 80 m a výška nástupiště na 350 mm nad temeny kolejnic.

## Přepravní začlenění
Šumavské elektrické dráhy měly být součástí integrovaného dopravního systému IDS jihočeské Šumavy, který měl navazovat navazovat na IDS Písecko-strakonické aglomerace, IDS Českobudějovické aglomerace, ostatní dálkovou, městskou i místní dopravu a systém ekologických autobusů na Šumavě.